# Potentilla cuneifolia
Potentilla cuneifolia là loài thực vật có hoa trong họ Hoa hồng. Loài này được (Rydb.) Th. Wolf miêu tả khoa học đầu tiên năm 1908.